# Джеффри ле Скруп
Джеффри ле Скруп (англ. Geoffrey le Scrope; умер в декабре 1340) — английский землевладелец, юрист и дипломат, главный судья Англии в 1324—1329, 1330—1333 и 1337—1338 годах.

## Происхождение
Джефри происходил из рыцарского рода Скрупов, имевшего нормандское происхождение, родовое прозвание которого означало «краб». Именно краб, судя по всему, изначально был изображён на гербе Скрупов. Неизвестно, есть ли связь этой семьи с родом Скрупесов (англ. Scrupes) из Глостершира или английским землевладельцем Ричардом Скробом (умер после 1066).
Первые известные представители рода поселились в Англии в XII веке и имели владения в Северном райдинге Йоркшира и Северном Линкольншире. Отцом Генри был Уильям Скруп (умер около 1312), который был судебным приставом графа Ричмонда в Ричмондшире. Он не обладал большим состоянием, в его владении находилось небольшое поместье. В 1298 году Уильям участвовал в битве при Фолкерке, во время которой был посвящён в рыцари.
Уильям женился на Констанции, которая, судя по всему, была дочерью Томаса, сына Гилле (Гильде) из Ньюшема. В этом браке родилось трое сыновей, из которых Джеффри был вторым по старшинству. Его старшим братом был Генри ле Скруп (до 1268 — 7 сентября 1336); его потомками были Скрупы из Болтона. Младшего из братьев звали Стефан; о нём известно только то, что он передал «своему брату Генри Скрупу» поместье в Западном Болтоне. Также у Джеффри была сестра, имя которой неизвестно; она была замужем за Уильямом де Клесеби из Марска.

## Биография
Точный год рождения Джеффри неизвестен. Его карьера во многом связана с карьерой старшего брата, Генри. Они оба были отданы отцом обучаться профессии юриста. Бриджит Вейл предположила, что стремление Уильяма дать детям юридическое образование связано с тем, что ему самому требовались хотя бы элементарные юридические знания для выполнения административных действий. Генри появляется в источниках уже в 1292 году, будучи адвокатом суда королевской скамьи, а в 1317 году достигает высшей точки карьеры, став главным судьёй суда королевской скамьи. Скорее всего, именно успехи брата и судебная коллегия в Йорке между 1298 и 1304 годами помогли юридической карьере Джеффри.
Впервые в источниках Джеффри упоминается в 1306 году, когда его назначили поверенным Томаса Мейнилла. В день Святого Михаила 1309 года он стал судебным приставом, а где-то на Пасху 1315 года — одним из королевских судебных приставов. С 1317 года Джеффри регулярно вызывался в качестве судьи на советы и заседания парламента, иногда он заседал в судебных комиссиях.
Хотя в 1313—1314 годах Джеффри указывается среди адвокатов Томаса, графа Ланкастера, лидера оппозиции Эдуарду II, судя по всему, он был сторонником короля. Так, в 1321 году Скруп участвовал в выездной сессии суда. Во время неё он отметился агрессивным ведением дел, касающихся короны; его активность в качестве королевского советника и, в особенности, неоднократные вызовы традиционным городским свободам не способствовали популярности Джеффри. В 1322 году он участвовал в судебном процессе, осудившим на казнь Томаса Ланкастера и других врагов короля. В следующем году Скруп оказался вовлечён в судебный процесс над Эндрю Харкли, графом Карлайлом, осуждённым за измену. Джеффри настолько ассоциировался с режимом Эдуарда II и королевских фаворитов Диспенсеров, что вошёл в число лиц, которых планировали убить Мортимеры в том же 1323 году. Несмотря на это, его карьера продолжала идти на подъём: 27 сентября 1323 года Джеффри стал судьёй суда общегражданских исков, а 21 марта 1324 года — главным судьёй суда королевской скамьи. Кроме того, вероятно, 2 октября 1323 года он был посвящён в рыцари.
В этот период Скруп принимал участие в многочисленных судебных комиссиях, но не менее важной в его карьере стали дипломатические поручения. В 1319 году Джеффри участвовал в Берике в переговорах с шотландцами и был одним из уполномоченных, заключивших 30 мая 1323 года в Бишопторпе 13-летнее перемирие. В 1324 году он участвовал в безуспешных переговорах по заключению прочного мира между Англией и Шотландией.
Из-за свержения Эдуарда II в 1326 году жизнь Джеффри была под угрозой. Однако он продемонстрировал способность выживать несмотря на обстоятельства. Хотя лондонцы разграбили его дом, Скруп 13 октября успел перейти на сторону королевы Изабеллы, сохранив пост главного судьи. В январе 1327 года он входил в состав делегации, принимавшей отречение Эдуарда II. В июле-августе того же года Скруп участвовал в неудачной Уирдейлской кампании против вторгнувшихся в Англию шотландцев. В следующем году он был одним из комиссаров, проводивших в Эдинбурге 17 марта переговоры о мире с Шотландией. В этот же период Джеффри участвовал в усилиях нового правительства по восстановлению порядка в стране. Точно неизвестно, в какой степени Скруп отвечал за эту политику; хотя позже хвала за успехи в его адрес в этом деле могла быть преувеличена. Однако как главный судья он, несомненно, участвовал как в подготовке подписанного в мае 1328 года Нортгемптонского мирного договора с Шотландией, так и последующем решении действовать против беззаконий возрождением общей выездной сессии суда. В 1329—1330 годах Скруп председательствовал в выездной сессии суда в Нортгемптоншире, на открытии которой произнёс речь, поясняющую его программу словами «чтобы мир на земле мог быть сохранён и сбережён, а указанные проступки и правонарушения были исправлены».
После свержения осенью 1330 года Роджера Мортимера Скруп вновь плавно сменил сторону, став советником молодого короля Эдуарда III. В 1332 году он во время работы сменяющих друг друга парламентов произнёс ряд важных речей, касающихся отношений с Шотландией и Францией, а также обеспечением законности дома. Многое из того, что он озвучил по последнему вопросу на мартовском парламенте, сразу же было претворено в комиссиях, направленных ко вновь назначенным смотрителям графств. Сам Джеффри был назначен в комиссию по борьбе с нарушителями мира 14 графствах Мидлендса.
Хотя Джеффри сохранял за собой пост главного судьи, его часто отвлекали от этой работы различные дипломатические миссии, особенно в начале 1330-х годов. В 1330 году Скруп был послан во Францию для переговоров с королём Филиппом VI относительно крестового похода в Святую землю и споров по поводу Ажене и Аквитании. В 1333—1334 годах он вновь вёл переговоры в Париже. Не исключено, что Джеффри считал эти поездки обременительными, поскольку в 1334 году Эдуард III разрешил ему не участвовать в подобных выездах за границу «против его воли». Однако его дипломатические услуги продолжали быть востребованными. В 1338 году он отправился в переговоры: сначала с императором Людовиком IV Баварским в Германию, а затем в Аррас с французами. Кроме того, в 1340 году Скруп участвовал в безуспешных переговорах о мире с Шотландией.
Кроме репутации дипломата и судьи, Джеффри считался хорошим рыцарем и воином; как показали последние годы его жизни (в начале Столетней войны с Францией), эта репутация была вполне заслужена. На Пасху 1338 года он ушёл в отставку с поста главного судьи. В том же году он присоединился к королю, сопровождая его во Фландрию. 23 октября 1339 года Скруп участвовал в противостоянии французской армии около Ла-Капели. Ранее в том же месяце Джеффри запугал до состояния нервного срыва потенциального посредника, кардинала Бертрана де Монфаве, продемонстрировав проведённые англичанами разрушения в сельской местности в Пикардии. Затем он вернулся в Англию и, вероятно, в 1340 году участвовал в законотворческой деятельности. В том же году он вновь отправился во Фландрию к Эдуарду III. 3 мая король «за добровольные и многократно оказанные ценные услуги» назначил Джеффри ежегодную ренту в 300 марок.
До конца жизни Джеффри оставался на службе короны. Ходили слухи, что именно совет, данный Скрупом, привёл к драматическому возвращению Эдуарда III в Англию в конце ноября 1340 года, чтобы принять меры против архиепископа Стратфорда и других министров, которые, по мнению короля, предали его. Когда Джеффри умер в Генте около 2 декабря, сторонники архиепископа увидели в этом ниспосланное свыше избавление. Тело Скрупа было доставлено в Англию и захоронено в аббатстве Коверхем.

## Земельные владения
К моменту смерти Джеффри был очень богатым человеком. Известно, что для перевозки в 1340 году во Фландрию его лошадей и свиты потребовалось 6 кораблей. Однако источники его богатства не очень ясны. Известно, что он получал ежегодную ренту от Вестминстерского аббатства и Даремского монастыря. Возможно, что ему выплачивали ренту и другие учреждения. Но было подсчитано, что услуги короне и другим покровителям приносили ему ежегодный доход в 80 фунтов. Бриджит Вейл считает, что, вероятно, у него была значительная частная адвокатская практика. Так в лондонской сессии выездного суда 1321 года Джеффри выступал от имени 42 клиентов, а также короля, выиграв большинство своих дел.
Вряд ли у Джеффри было значительное земельное наследство, однако политические успехи помогли ему увеличить свои владения. Известно, что в 1312 году он владел небольшим поместьем в Ковердейле к югу от Венслдейла. К 1317 году Джеффри купил поместье Клифтон на реке Юр. В том же году 23 сентября ему было позволено построить замок с зубцами. В 1320-е и позже Джеффри получил часть конфискованных мятежных лордов земель. Так одним из последних пожалований Эдуарда II была передача Скрупу поместья Скиптон в Крейвене, конфискованное у Роджера де Клиффорда. После падения Мортимера ему были пожалованы поместья в Кенте и Йоркшире. Возможно, что Джеффри использовал экономические трудности соседей, подвергнувшихся шотландскими набегами, ссужая им деньги под залог собственности, а когда те не могли выплатить долги, лишал их возможности выкупить земли. Большинство приобретений было сделано в Йоркшире — в Северном и Восточном райдингах, а также в самом Йорке. Кроме того, им была приобретена недвижимость в Мидленсе и на юге, в первую очередь, поместья в Грейт-Боудене и Маркет-Харборо в Лестершире. В начале правления Эдуарда III Джеффри купил поместье Месем у представителей рода Уотонов, которые держали его от Моубреев. Именно с этим поместьем будут ассоциироваться его потомки, однако основная резиденция Скрупа находилась в Клифтон-он-Юре. Кроме того, он проживал в поместье Бёртон-Костебл, которое он получил до 1321 года от сэра Роальда Ричмонда. В 1338 году Джеффри получил право построить там замок с зубцами.
Известны ряд пожертвований, сделанных Скрупом церкви: в 1318 году он сделал подарок Фаунтинскому аббатству; в 1327 году передал права на рыбалку и распределение приходов церкви Уоррам Перси монастыря Холтемпрайс; в 1331 году монастырю Холтемпрайс была ещё передана вересковая пустошь. В 1329 году Джеффри сделал вклад в часовню в Патрик-Бромптон для поминания душ своей и жены.

## Наследство
Жена Джеффри, Иветта, умерла раньше мужа. У них родилось 5 сыновей. Наследником стал старший сын, Генри ле Скруп, ставший родоначальником ветви Скрупов из Месема. Из других сыновей Джефри стал бакалавром права; он был каноником Линкольнского собора и пребендарием Линкольна, Лондона и Йорка. Об остальных сыновьях известно мало. Томас умер раньше отца. Уильям участвовал в битвах при Креси, Пуатье и Нахере и погиб во время кастильского похода Чёрного принца. Стефан участвовал в битве при Креси и осаде Берика.

## Брак и дети
Жена: Иветта (умерла до 1340). Её происхождение не установлено, хотя Бриджит Вейл предположила, что она могла быть дочерью Уильяма Руса из Игманторпа. Дети:
- Генри ле Скруп (около 1312 — 31 июля 1391), 1-й барон Скруп из Месема с 1350 года[3][4][6].
- Джеффри Скруп (умер в 1383), каноник Линкольнского собора[3][2].
- Уильям Скруп (умер в 1367)[3][2].
- Томас Скруп (умер до 1340)[3][2].
- Стефан Скруп[3][2].
- Беатрис Скруп; муж: Эндрю Латтрелл из Линкольншира[3][2].
- Констанс Скруп; муж: Джеффри Латтрелл из Линкольншира[3][2].
- Иветта Скруп; муж: Джон де Хотом[2].